# بی‌لیک (لاچین)
بی‌لیک (انگلیسی: Bəylik) یک شهرک در شهرستان لاچین در جمهوری آذربایجان است.